# Disney+
Disney+ (pronunciato Disney Plus) è un servizio di streaming video on demand statunitense, gestito da Disney Entertainment, divisione distributiva dei prodotti del gruppo Walt Disney Company.
La piattaforma distribuisce principalmente film e serie televisive prodotti dai Walt Disney Studios e da Disney General Entertainment Content, con sezioni dedicate a Disney, Pixar, Marvel, Star Wars e National Geographic, Hulu e, in mercati selezionati, Star. Disney+ distribuisce inoltre film e serie televisive originali. Negli Stati Uniti Disney+ è parte dell'offerta streaming di Disney insieme a Hulu e ESPN+.
Disney+ è stato lanciato il 12 novembre 2019 negli Stati Uniti, in Canada e nei Paesi Bassi; la settimana seguente è stato lanciato in Australia, Nuova Zelanda e Porto Rico. Nel marzo 2020 è stato attivato in alcuni paesi europei e nell'aprile 2020 in India, attraverso il servizio Hotstar, rinominato Disney+ Hotstar. Il servizio ha raggiunto ulteriori paesi europei nel settembre 2020 e l'America Latina nel novembre seguente. Nel febbraio 2021 il servizio è stato attivato a Singapore e nel giugno 2021 in Thailandia, a cui seguiranno nel corso dell'anno ulteriori territori dell'Asia.

## Storia
Il primo servizio streaming della Disney fu DisneyLife, lanciato nel 2015 nel Regno Unito per testare il mercato. Questo servizio venne poi sostituito da Disney+ nel 2020.

### Gli inizi (2016-2019)
Nell'agosto 2016 la Disney acquistò una quota di minoranza nella azienda BAMTech, una divisione dedicata alle tecnologie streaming nato dallo spin-off di MLB Advanced Media (MLBAM), con l'opzione di acquistare una quota di maggioranza in futuro. L'emittente sportiva ESPN annunciò lo studio di un progetto per una piattaforma streaming over-the-top (ESPN+) basata sulla tecnologia di BAMTech. Nell'agosto 2017 la Disney aumentò la sua quota in BAMTech al 75%, diventando azionista di maggioranza. Insieme all'acquisizione di BAMTech, la Disney annunciò di essere al lavoro su un secondo servizio streaming direct-to-consumer dedicato al brand Disney. Il lancio del servizio sarebbe avvenuto dopo la scadenza degli accordi di distribuzione stretti con Netflix nel 2019. Poco dopo, la Disney nominò Agnes Chu tra i dirigenti della divisione dedicata allo sviluppo della piattaforma streaming con il ruolo di vice presidente senior, che ebbe il compito di verificare con esattezza quali contenuti avrebbe potuto essere caricati nella piattaforma e fu necessario analizzare l'intero catalogo Disney e centinaia di documenti legali e contratti con altre case di distribuzione e piattaforme streaming. Inoltre, Chu avviò discussioni con i dirigenti delle principali divisioni della Disney per valutare quali progetti audiovisivi fossero adatti a essere distribuiti sulla piattaforma invece che nelle sale cinematografiche.
Nel dicembre 2017, la Disney annunciò l'acquisto di numerosi divisioni della 21st Century Fox, tra cui 20th Century Fox e 20th Century Television, con l'intenzione di ampliare il proprio catalogo streaming. L'acquisizione venne completata il 19 marzo 2019.
Nel gennaio 2018 Kevin Swint venne nominato vice-presidente senior e general manager della divisione, con a capo il CEO di BAMTech Michael Paull. Nel marzo 2018 venne creata la divisione Disney Direct-to-Consumer and International (DTCI), in cui venne inglobata BAMTech. Nel giugno seguente venne riportato che Ricky Strauss era stato nominato presidente della divisione contenuti e marketing e che avrebbe risposto a Kevin Mayer, presidente del consiglio di amministrazione di DTCI. Nel gennaio 2019 Joe Earley, direttore operativo di Fox Television Group, venne nominato vice presidente esecutivo del marketing della divisione. Nel giugno 2019 Matt Brodlie venne nominato vice presidente senior con il compito di supervisionare lo sviluppo di contenuti internazionali. Nell'agosto 2019 Luke Bradley-Jones venne nominato vice presidente senior di DTCI e general manager per Europa e Asia.

### Il lancio e il successo (2019-in corso)
Nel novembre 2018 il CEO di Disney Bob Iger annunciò che il servizio streaming si sarebbe chiamato Disney+ e fisso il lancio per la seconda metà del 2019. Nell'aprile 2019 venne annunciato che Disney+ sarebbe stato lanciato il 12 novembre 2019 negli Stati Uniti e che il lancio in Europa occidentale e nell'Asia pacifica era previsto tra la fine del 2019 e l'inizio del 2020, mentre quello in Europa orientale e in America Latina alla fine del 2020. Il periodo di lancio era subordinato alla scadenza dei diritti di streaming dei prodotti Disney nei vari paesi. Nell'agosto 2019 Iger annunciò che negli Stati Uniti Disney+ sarebbe stato offerto anche in bundle con ESPN+ e Hulu. Disney+ venne lanciato il 12 novembre 2019 negli Stati Uniti, in Canada e nei Paesi Bassi.
Nel marzo 2020 Vanessa Morrison, già presidente di Fox Family e 20th Century Animation, venne nominata alla presidenza della divisione streaming di Walt Disney Studios Motion Pictures Production, con il compito di supervisionare lo sviluppo e la produzione di film per Disney+ dai Walt Disney Studios. Nell'ottobre 2020 la Disney annunciò una riorganizzazione interna delle divisioni media con lo scopo di concentrarsi maggiormente sullo streaming. Nel dicembre 2020 Disney annunciò il lancio di Star, una sezione della piattaforma disponibile nei mercati internazionali che distribuisce contenuti di intrattenimento generale e per un pubblico adulto. Star non è disponibile negli Stati Uniti, dove è già presente la piattaforma Hulu.
Nel maggio 2021 Disney+ riportò di aver raggiunto 103,6 milioni di abbonati.
Il 10 maggio 2023, la Disney ha annunciato l'intenzione di combinare negli Stati Uniti Disney+, Hulu e ESPN+ in un'unica app entro la fine dell'anno. Inizialmente gli abbonamenti rimarranno separati.
Il 1 novembre 2023 Disney+ lancia in Italia il piano di abbonamento con pubblicità, insieme a due opzioni senza inserzioni pubblicitarie, offrendo ai consumatori diverse tipologie di sottoscrizione oltre a una maggiore flessibilità per soddisfare le loro esigenze.
Il 6 dicembre 2023, Disney ha lanciato una versione beta di Hulu come portale (similmente come successo con il portale Star nei territori al di fuori degli USA) presente all'interno di Disney+  negli Stati Uniti accessibile solo agli utenti in possesso del "Disney Bundle" mentre la versione finale accessibile a tutti è in arrivo nel marzo 2024.

## Contenuti
Disney+ offre prodotti di catalogo e prodotti originali di intrattenimento delle sue principali case di produzione, tra cui film e serie televisive di Walt Disney Pictures, Walt Disney Animation Studios, Pixar, Disneynature, DisneyToon Studios, Marvel Studios, Lucasfilm, National Geographic e determinati film di 20th Century Studios, Hollywood Pictures, Searchlight Pictures, Touchstone Pictures e Caravan Pictures. Negli Stati Uniti il servizio è complementare alla piattaforma Hulu, mentre nei mercati internazionali è presente il portale Star. Hulu e Star offrono prodotti di intrattenimento generale per un pubblico adulto, mentre Disney+, secondo i piani della precedente direzione di Bob Iger, era orientato verso contenuti adatti a un pubblico più giovane.
Il 16 marzo 2022, negli Stati Uniti è stato aggiornato il parental control rendendo così possibile la pubblicazione di contenuti più maturi.

### Catalogo
Al lancio Disney+ ospitava all'incirca 500 film e 7000 episodi di serie televisive. Nel marzo 2020 Iger affermò che col tempo Disney+ avrebbe ospitato l'intero catalogo della libreria Disney, compresi i film inclusi nel cosiddetto "Disney Vault". Ci sono tuttavia alcune eccezioni: il film I racconti dello zio Tom non verrà distribuito sulla piattaforma a causa del suo contenuto controverso; stessa sorte per il film Musica maestro, non disponibile a causa del suo contenuto maturo, rendendolo l'unico classico Disney canonico a non essere presente; anche il documentario di propaganda bellica Victory Through Air Power, inerente alla seconda guerra mondiale, non è usufruibile a causa dei suoi contenuti violenti e della presenza di immagini naziste.
Alcuni prodotti di catalogo sono presentati in versioni leggermente modificate: una scena dei titoli di coda di Toy Story 2 è stata tagliata perché alludeva sottilmente alle prestazioni sessuali per ottenere favori. Alcune inquadrature del film Splash - Una sirena a Manhattan sono state modificate per eliminare parziali nudità. Nei film Tutto quella notte, Free Solo - Sfida estrema e Hamilton sono state censurate alcune parolacce. Nel film Un maggiordomo nel Far West sono stati eliminati insulti razzisti, e il cortometraggio Papà Natale (1932) è stato modificato per eliminare una bambola nera stereotipata e maltrattata, a differenza di una bambola bianca. Alcuni vecchi contenuti, tra cui film, serie televisive e cortometraggi, presentano un disclaimer che avvisa della presenza di rappresentazioni culturalmente obsolete. A partire da ottobre 2020 in alcuni film classici Disney è stato inserito un disclaimer che avvisa di scene offensive e razziste tra cui Le avventure di Peter Pan, Dumbo - L'elefante volante, Lilli e il vagabondo, Il libro della giungla, Aladdin e Gli Aristogatti. A partire da gennaio 2021 alcuni di questi titoli sono stati resi inaccessibili ai profili per bambini.
Il 16 marzo 2022 (al di fuori dei paesi anglofoni, il 29 giugno) sono state pubblicate tutte le serie appartenenti alla The Defenders Saga, precedentemente esclusive Netflix.
L'8 aprile 2022 è stato annunciato che Dancing with the Stars si sarebbe trasferito da ABC a Disney+. Il programma è il primo contenuto trasmesso in diretta sulla piattaforma.

#### Contenuti di terze parti
Nell'aprile 2021 Disney e Sony Pictures annunciarono un accordo per portare i film Sony sulle piattaforme Disney+ e Hulu e sulle reti ABC, FX e Freeform. Con questo accordo i titoli del catalogo Sony e le produzioni cinematografiche dal 2022 al 2026 verranno distribuiti sui servizi Disney negli Stati Uniti dopo la loro prima finestra di distribuzione a pagamento. Tra i contenuti inclusi nell'accordo figurano i franchise di Spider-Man e Jumanji - Benvenuti nella giungla. Il 18 novembre 2021, la Disney ha annunciato che i film di Paddington usciranno su Disney+ nel Regno Unito e Irlanda. Nel novembre 2021, la Disney ha reso disponibile il film Galline in fuga in Europa. Altri programmi televisivi inclusi sulla piattaforma sono Miraculous - Le storie di Ladybug e Chat Noir, PJ Masks - Superpigiamini e Bluey presenti in molti territori del mondo e lo show di pattinaggio GIFT prodotto e interpretato dal due volte campione olimpico Yuzuru Hanyu.

### Contenuti originali
Il piano di lancio della Disney prevedeva tra i quattro e i cinque film originali e cinque serie televisive per il primo anno, ognuna con un budget tra i 25 e il 100 milioni di dollari. Nel gennaio 2019 venne riportato che nel 2019 la Disney avrebbe speso più di 500 milioni di dollari per le produzioni originali della piattaforma. Nel dicembre 2020 Disney+ annunciò che entro il 2024 avrebbe investito tra i 14 e i 16 miliardi di dollari all'anno per le produzioni originali per Disney+, ESPN+ e Hulu; di questi, tra gli 8 e i 9 miliardi di dollari sono destinati per le produzioni originali di Disney+.
La piattaforma offre produzioni originali targate Disney+ e produzioni originali basate sui brand principali della Disney, come Marvel e Star Wars; tra questi prodotti figurano The Mandalorian, la settima stagione della serie animata Star Wars: The Clone Wars e il suo spin-off The Bad Batch, The Book of Boba Fett, Obi-Wan Kenobi, WandaVision, The Falcon and the Winter Soldier, Loki, What If...?, Hawkeye, Moon Knight e Ms. Marvel.
Nel gennaio 2019 Disney+ ordinò da CBS Television Studios Elena, diventerò presidente, prima serie prodotta da una casa di produzione esterna.
Nell'agosto 2019 Iger annunciò che alcuni franchise della 20th Century Fox, tra cui Mamma, ho perso l'aereo, Una notte al museo, Diario di una schiappa e Una scatenata dozzina sarebbero stati "reimmaginati per una nuova generazione" per Disney+. Nel dicembre 2020 Soul divenne il primo film Pixar distribuito come Disney+ Original.
Gli episodi dei prodotti seriali di Disney+ vengono distribuiti settimanalmente.
Disney+ offre inoltre prodotti documentari e factual. Alcuni di questi prodotti sono legati ad altre proprietà Disney, tra cui i dietro le quinte dei prodotti Walt Disney Studios, la competizione culinaria a tema Disney Be Our Chef, Marvel's Hero Project e The Imagineering Story. National Geographic produce contenuti originali per la piattaforma, tra cui Magic of Animal Kingdom, una serie documentaria incentrata sui lavoratori dei parchi Animal Kingdom e Epcot e Il mondo secondo Jeff Goldblum. Nell'aprile 2019 Disney strinse un accordo con la casa di produzione di documentari Supper Club per la produzione di documentari esclusivi per Disney+.

### Accesso VIP
A partire dal 2020, in seguito alla pandemia di COVID-19, determinati prodotti di Disney+ sono distribuiti sulla piattaforma a fronte del pagamento di una tariffa aggiuntiva, denominata Accesso VIP o Premier Access. Il primo film a essere offerta con questa modalità fu Mulan, distribuito a pagamento il 4 settembre 2020 e reso disponibile gratuitamente per tutti gli abbonati il 4 dicembre seguente. Raya e l'ultimo drago venne distribuito il 5 marzo 2021 in contemporanea al cinema e su Disney+, per poi essere reso disponibile per tutti gli abbonati il nel giugno seguente. Altri film distribuiti in contemporanea al cinema e su Disney+ con Accesso VIP sono Crudelia, Black Widow e Jungle Cruise.

### Star

Logo del portale Star

Star (reso graficamente come ST★R) è un portale interno a Disney+ che offre contenuti destinati a un pubblico adulto. Il servizio è stato lanciato il 23 febbraio 2021 in Canada, Europa occidentale, Australia, Nuova Zelanda e Singapore, per poi espandersi in ulteriori territori nello stesso anno.
Star include contenuti originali e di catalogo di ABC Signature, ABC News, 20th Television, 20th Television Animation, Searchlight Television, Hulu, ESPN, Onyx Collective, FX, Freeform, 20th Century Studios, Searchlight Pictures, Touchstone Pictures, Hollywood Pictures e Caravan Pictures. In Europa, Star distribuisce prodotti di terze parti oltre a produzioni interne e coproduzioni locali. La ragione di ciò è dovuto al fatto che le legislazioni europee impongono la presenza di un'alta quota di produzioni locali. La Disney, successivamente, ha stretto una partnership con vari distributori locali di Italia, Francia, Germania e molti altri paesi. Disney+, tramite Star, distribuisce anche prodotti asiatici (come gli anime e i live action) di terze parti oltre ad alcuni prodotti di prime parti create dalla divisione giapponese della Disney in tutto il mondo.
All'interno del catalogo di Star sono presenti film e serie televisive originali prodotti in esclusiva per la piattaforma. Tra le prime produzioni originali annunciate figurano serie televisive prodotte in Italia, Francia, Germania e Paesi Bassi. Inoltre, Star distribuisce in esclusiva in diversi territori internazionali le produzioni di network di proprietà Disney come Hulu e FX.
Il marchio "Star" nacque come emittente satellitare con sede a Hong Kong che operava con quel nome dal 1991 e che venne acquistata da News Corporation nel 1993. Dopo il 2009, il marchio Star era principalmente limitato alla Star China Media, ora di altra proprietà e a Star India, che opera principalmente in India ma distribuisce anche programmi in lingua hindi in tutto il mondo. Star India (e le altre divisioni al di fuori della Cina continentale) vennero poi acquistate da Disney come parte dell'acquisizione della 21st Century Fox nel 2019.
Durante una riunione con gli azionisti del 5 agosto 2020, l'amministratore delegato di Disney Bob Chapek annunciò che nel 2021 Disney avrebbe lanciato un nuovo servizio internazionale di intrattenimento generale con il marchio Star che avrebbe offerto contenuti più maturi rispetto a quelli offerti su Disney+. Il servizio avrebbe sostituito Hulu al di fuori degli Stati Uniti, la cui prevista espansione internazionale si era fermata al solo Giappone. Chapek affermò che il nome Hulu non era molto conosciuto fuori dagli Stati Uniti e che Star era al contrario un brand molto più vendibile in tutto il mondo.
Nel dicembre 2020, durante l'incontro con gli investitori, Chapek annunciò ufficialmente Star e Star+. Star venne presentato come una nuova sezione all'interno di Disney+. L'introduzione di Star, incluso senza costi aggiuntivi per gli abbonati di Disney+, portò a un aumento del costo dell'abbonamento. Star venne lanciato il 23 febbraio in Canada, Europa occidentale, Australia, Nuova Zelanda e Singapore, e viene lanciato nel corso dell'anno in Europa orientale, Hong Kong, Giappone, Corea del sud e Taiwan. In America Latina Star è stato lanciato come servizio streaming a sé stante, chiamato Star+.
Come conseguenza del lancio di Star, le emettenti a pagamento europee Star Plus, Star Bharat e Star Gold vennero rinominate Utsav Plus, Utsav Bharat e Utsav Gold per evitare confusione con la piattaforma streaming.
Il 6 agosto 2025, durante un incontro con gli azionisti, Disney ha annunciato che il brand Star sarebbe stato sostituito a livello globale dal brand Hulu a partire dall'autunno successivo.

## Espansione territoriale
Disponibile
     Disponibile come Disney+ Hotstar
     Lancio confermato
     Non disponibile

Disponibile
Disponibile come Disney+ Hotstar
Lancio confermato
Non disponibile

Disney+ è stato attivato in versione beta e gratuitamente il 12 settembre 2019 nei Paesi Bassi. È stato lanciato ufficialmente il 12 novembre 2019 negli Stati Uniti, Canada e Paesi Bassi e la settimana seguente in Australia, Nuova Zelanda e Porto Rico. La piattaforma è disponibile dal 24 marzo 2020 in Austria, Regno Unito, Spagna, Italia, Germania, Irlanda e Svizzera. Nel Regno Unito Disney+ sostituisce DisneyLife. In Spagna il servizio è stato lanciato insieme a un canale lineare chiamato sempre Disney+ e disponibile sulla piattaforma Movistar+, partner di Disney nel paese.
In Francia, Disney+ è disponibile esclusivamente attraverso Canal+. Il lancio in Francia, inizialmente previsto per lo stesso giorno degli altri europei, venne posticipato al 7 aprile su richiesta del governo francese a causa della pandemia di COVID-19. Anche in India il lancio venne posticipato dal 29 marzo al 3 aprile 2020. Nel paese il servizio è disponibile attraverso la piattaforma Hotstar, rinominata Disney+ Hotstar.
Nell'aprile 2020 Disney annunciò che in Medio Oriente e nel Nordafrica i contenuti originali Disney+ sarebbero stati distribuiti attraverso il servizio streaming OSN, aggiungendo di non avere piani per lanciare Disney+ come servizio a sé stante in quei territori nell'immediato futuro.
In Giappone la piattaforma è disponibile dall'11 giugno 2020 e sostituisce il servizio Disney Deluxe. Il 5 settembre 2020 Disney+ è stato lanciato in Indonesia tramite la piattaforma Hotstar. Il 15 settembre 2020 il servizio si è espanso in Portogallo, Belgio, Finlandia, Islanda, Lussemburgo, Norvegia, Svezia, Danimarca e Groenlandia e il 17 novembre è stato attivato in America Latina e negli stati dei Caraibi. In Brasile il servizio è disponibile attraverso la piattaforma Globoplay.
Il 23 febbraio 2021 Disney+ è stato lanciato a Singapore. Nello stesso giorno è stato attivato il portale Star in Canada, Europa, Australia, Nuova Zelanda e Singapore. Star verrà attivato in seguito in determinati mercati internazionali, tra cui Giappone e America Latina dove quest'ultima verrà attivata come servizio a sé stante e chiamato semplicemente "Star+".
Disney+ è stato lanciato il 1º giugno in Malesia e il 30 giugno 2021 in Thailandia, a cui poi sono stati Corea del Sud, Hong Kong e Taiwan nel corso dello stesso anno. Nell'estate 2022 il servizio è stato lanciato in diversi territori dell'Europa orientale.
| Data              | Paese                                     | Partner di distribuzione al lancio              |
| ----------------- | ----------------------------------------- | ----------------------------------------------- |
| 12 novembre 2019  | Canada                                    | Nessuno                                         |
| 12 novembre 2019  | Paesi Bassi                               | Nessuno                                         |
| 12 novembre 2019  | Stati Uniti                               | Verizon e AT&T TV                               |
| 19 novembre 2019  | Australia                                 | Nessuno                                         |
| 19 novembre 2019  | Nuova Zelanda                             | Nessuno                                         |
| 19 novembre 2019  | Porto Rico                                | Nessuno                                         |
| 24 marzo 2020     | Austria                                   | Nessuno                                         |
| 24 marzo 2020     | Germania                                  | Telekom                                         |
| 24 marzo 2020     | Irlanda (ha sostituito DisneyLife)        | Sky                                             |
| 24 marzo 2020     | Italia                                    | Nessuno                                         |
| 24 marzo 2020     | Regno Unito (ha sostituito DisneyLife)    | Sky, O2                                         |
| 24 marzo 2020     | Spagna                                    | Movistar+                                       |
| 24 marzo 2020     | Svizzera                                  | Nessuno                                         |
| 2 aprile 2020     | Isole del Canale                          | Nessuno                                         |
| 2 aprile 2020     | Isola di Man                              | Nessuno                                         |
| 3 aprile 2020     | India                                     | Hotstar                                         |
| 7 aprile 2020     | Francia                                   | Canal+                                          |
| 30 aprile 2020    | Monaco                                    | Nessuno                                         |
| 30 aprile 2020    | Wallis e Futuna                           | Canal+ Calédonie                                |
| 30 aprile 2020    | Nuova Caledonia                           | Canal+ Calédonie                                |
| 30 aprile 2020    | Antille francesi                          | Canal+ Caraïbes                                 |
| 30 aprile 2020    | Guyana francese                           | Canal+ Caraïbes                                 |
| 11 giugno 2020    | Giappone                                  | NTT docomo                                      |
| 5 settembre 2020  | Indonesia                                 | Hotstar, Telkomsel                              |
| 15 settembre 2020 | Belgio                                    | Nessuno                                         |
| 15 settembre 2020 | Danimarca                                 | Nessuno                                         |
| 15 settembre 2020 | Finlandia                                 | Nessuno                                         |
| 15 settembre 2020 | Groenlandia                               | Nessuno                                         |
| 15 settembre 2020 | Islanda                                   | Nessuno                                         |
| 15 settembre 2020 | Lussemburgo                               | Nessuno                                         |
| 15 settembre 2020 | Norvegia                                  | Nessuno                                         |
| 15 settembre 2020 | Portogallo                                | Nessuno                                         |
| 15 settembre 2020 | Svezia                                    | Nessuno                                         |
| 2 ottobre 2020    | La Riunione                               | Canal+ Réunion                                  |
| 2 ottobre 2020    | Mayotte                                   | Canal+ Mayotte                                  |
| 2 ottobre 2020    | Mauritius                                 | Canal+ Maurice                                  |
| 17 novembre 2020  | Argentina                                 | Cablevisión                                     |
| 17 novembre 2020  | Bolivia                                   | Visa                                            |
| 17 novembre 2020  | Brasile                                   | Globoplay, Bradesco, Next, Mercado Livre e Vivo |
| 17 novembre 2020  | Caraibi                                   | Visa                                            |
| 17 novembre 2020  | Cile                                      | Visa                                            |
| 17 novembre 2020  | Colombia                                  | Visa                                            |
| 17 novembre 2020  | Costa Rica                                | Visa                                            |
| 17 novembre 2020  | Ecuador                                   | Visa                                            |
| 17 novembre 2020  | El Salvador                               | Visa                                            |
| 17 novembre 2020  | Guatemala                                 | Visa                                            |
| 17 novembre 2020  | Honduras                                  | Visa                                            |
| 17 novembre 2020  | Messico                                   | Izzi Telecom e MercadoLibre                     |
| 17 novembre 2020  | Nicaragua                                 | Visa                                            |
| 17 novembre 2020  | Panama                                    | Visa                                            |
| 17 novembre 2020  | Paraguay                                  | Visa                                            |
| 17 novembre 2020  | Perù                                      | Visa                                            |
| 17 novembre 2020  | Uruguay                                   | Visa                                            |
| 17 novembre 2020  | Venezuela                                 | Nessuno                                         |
| 23 febbraio 2021  | Singapore                                 | StarHub                                         |
| 1º giugno 2021    | Malaysia                                  | Hotstar, Astro                                  |
| 30 giugno 2021    | Thailandia                                | Hotstar, AIS                                    |
| 12 novembre 2021  | Corea del Sud                             | Nessuno                                         |
| 12 novembre 2021  | Taiwan                                    | Nessuno                                         |
| 16 novembre 2021  | Hong Kong                                 | Nessuno                                         |
| 18 maggio 2022    | Sudafrica                                 | DStv                                            |
| 8 giugno 2022     | Algeria                                   | Nessuno                                         |
| 8 giugno 2022     | Arabia Saudita                            | Nessuno                                         |
| 8 giugno 2022     | Bahrein                                   | Nessuno                                         |
| 8 giugno 2022     | Egitto                                    | Nessuno                                         |
| 8 giugno 2022     | Emirati Arabi Uniti                       | Nessuno                                         |
| 8 giugno 2022     | Giordania                                 | Nessuno                                         |
| 8 giugno 2022     | Iraq                                      | Nessuno                                         |
| 8 giugno 2022     | Kuwait                                    | Nessuno                                         |
| 8 giugno 2022     | Libano                                    | Nessuno                                         |
| 8 giugno 2022     | Libia                                     | Nessuno                                         |
| 8 giugno 2022     | Marocco                                   | Nessuno                                         |
| 8 giugno 2022     | Oman                                      | Nessuno                                         |
| 8 giugno 2022     | Palestina                                 | Nessuno                                         |
| 8 giugno 2022     | Qatar                                     | Nessuno                                         |
| 8 giugno 2022     | Tunisia                                   | Nessuno                                         |
| 8 giugno 2022     | Yemen                                     | Nessuno                                         |
| 14 giugno 2022    | Albania                                   | Nessuno                                         |
| 14 giugno 2022    | Andorra                                   | Nessuno                                         |
| 14 giugno 2022    | Bosnia ed Erzegovina                      | Nessuno                                         |
| 14 giugno 2022    | Bulgaria                                  | Nessuno                                         |
| 14 giugno 2022    | Croazia                                   | Nessuno                                         |
| 14 giugno 2022    | Città del Vaticano                        | Nessuno                                         |
| 14 giugno 2022    | Estonia                                   | Nessuno                                         |
| 14 giugno 2022    | Fær Øer                                   | Nessuno                                         |
| 14 giugno 2022    | Gibilterra                                | Nessuno                                         |
| 14 giugno 2022    | Grecia                                    | Nessuno                                         |
| 14 giugno 2022    | Isole Åland                               | Nessuno                                         |
| 14 giugno 2022    | Isole Pitcairn                            | Nessuno                                         |
| 14 giugno 2022    | Kosovo                                    | Nessuno                                         |
| 14 giugno 2022    | Lettonia                                  | Nessuno                                         |
| 14 giugno 2022    | Liechtenstein                             | Nessuno                                         |
| 14 giugno 2022    | Lituania                                  | Nessuno                                         |
| 14 giugno 2022    | Malta                                     | Nessuno                                         |
| 14 giugno 2022    | Montenegro                                | Nessuno                                         |
| 14 giugno 2022    | Macedonia del Nord                        | Nessuno                                         |
| 14 giugno 2022    | Polinesia francese                        | Nessuno                                         |
| 14 giugno 2022    | Polonia                                   | Plus, Polsat Box, Netia, Polsat Box Go          |
| 14 giugno 2022    | Rep. Ceca                                 | Nessuno                                         |
| 14 giugno 2022    | Romania                                   | Nessuno                                         |
| 14 giugno 2022    | Saint-Pierre e Miquelon                   | Nessuno                                         |
| 14 giugno 2022    | Sant'Elena, Ascensione e Tristan da Cunha | Nessuno                                         |
| 14 giugno 2022    | San Marino                                | Nessuno                                         |
| 14 giugno 2022    | Serbia                                    | Nessuno                                         |
| 14 giugno 2022    | Sint Maarten                              | Nessuno                                         |
| 14 giugno 2022    | Slovacchia                                | Nessuno                                         |
| 14 giugno 2022    | Slovenia                                  | Nessuno                                         |
| 14 giugno 2022    | Svalbard e Jan Mayen                      | Nessuno                                         |
| 14 giugno 2022    | Terre Australi e Antartiche Francesi      | Nessuno                                         |
| 14 giugno 2022    | Territorio britannico dell'Oceano Indiano | Nessuno                                         |
| 14 giugno 2022    | Turchia                                   | Nessuno                                         |
| 14 giugno 2022    | Ungheria                                  | Nessuno                                         |
| 16 giugno 2022    | Israele                                   | Yes                                             |
| 17 novembre 2022  | Filippine                                 | Globe Telecom                                   |

## Specifiche tecniche
Disney+ è accessibile attraverso browser internet su PC, Mac e Chromebook; da app dedicate sui dispositivi iOS e Android; da Apple TV e Android TV; dai dispositivi Fire TV e Chromecast; sulle smart TV Samsung con Tizen OS, Sharp, Sony, LG e NVIDIA TV; dispositivi Roku, Sky Q e Now, PlayStation 4 e PlayStation 5, Xbox One e Xbox Series X/S, Windows 10 e Windows 11.
La piattaforma consente la creazione di sette profili per account, con la possibilità di utilizzare fino a quattro profili in contemporanea e il download per la visione offline su determinati dispositivi. I contenuti sono offerti con risoluzione massima di 4K Ultra HD, con standard HDR Dolby Vision e HDR10; Dolby Atmos è supportato su determinati dispositivi. I prodotti sono sottotitolati e doppiati fino a 16 lingue. Sono presenti anche film in formato IMAX.

## Loghi

12 novembre 2019 - 27 marzo 2024
In uso dal 27 marzo 2024